# John Charles Burkill
John Charles Burkill   (Holt, 1 de febrer de 1900 - Sheffield, 6 d'abril de 1993) va ser un matemàtic anglès.

## Vida i Obra
Després de fer els estudis secundaris a la St. Paul's School de Londres, Burkill va ingressar amb una beca el 1918 al Trinity College (Cambridge) per estudiar matemàtiques. El 1922 va ser escollit fellow del Trinity College i l'any següent va guanyar el premi Smith. Des de 1924 fins a 1929 va ser professor de la universitat de Liverpool i el 1929 va tornar a Cambridge, però es va enrolar al Peterhouse i no en el seu antic college. Fins a la seva retirada definitiva el 1973, va estar sempre vinculat al Peterhouse.
El 1928 es va casar amb Margareta Braun, filla d'un periodista i polític socialista alemany. A partir de 1933, la parella va ser molt activa acollint refugiats alemanys que fugien del règim nazi.
La principal àrea de recerca de Burkill va ser l'anàlisi matemàtica. Més concretament, va abordar els temes matemàtics de la teoria de la integració i de les sèries de Fourier. La integral de Burkill, per la qual és conegut, és una generalització de la integral de Lebesgue.
Burkill va publicar una trentena d'articles en revistes científiques i mitja dotzena de llibres de text d'anàlisi matemàtica que son un model per la seva precisió i elegància.